# Villeparisis
Villeparisis – miejscowość i gmina we Francji, w regionie Île-de-France, w departamencie Sekwana i Marna.
Według danych na rok 1990 gminę zamieszkiwało 18 790 osób, a gęstość zaludnienia wynosiła 2267 osób/km² (wśród 1287 gmin regionu Île-de-France Villeparisis plasuje się na 154. miejscu pod względem liczby ludności, natomiast pod względem powierzchni na miejscu 466.).